# Encyclopaedia Beliana
Encyclopaedia Beliana — универсальная энциклопедия на словацком языке. Названа в честь словацкого учёного и энциклопедиста Маттиаса Бела. Редакторы и составители издания — коллектив Энциклопедического института Словацкая академия наук. Выходит в издательстве Veda с 1999 года. На 2015 год было издано 7 томов. Вся энциклопедия будет содержать около 150 000 статей в 12 иллюстрированных томах (это число может возрасти до 14 томов). 
В создании энциклопедии задействованы сотни внешних авторов текстов, консультантов. В том числе над графическим оформлением (иллюстрации, фотографии и карты) работают десятки внешних авторов и консультантов.
Отдельные тома выходят с интервалом в два года, что несколько медленней первоначального плана издать всю энциклопедию за 10 лет.
Руководитель проекта — Анна Процикова (словац. Anna Prociková), председатель редакционного совета — Штефан Лубы (словац. Štefan Luby).

## Изданные тома
| Том            | Год  | Статьи                                     | ISBN                   |
| -------------- | ---- | ------------------------------------------ | ---------------------- |
| 1. A — Belk    | 1999 | A — Belknap, William Worth                 | ISBN 80-224-0554-X     |
| 2. Bell — Czy  | 2001 | Bell, Alexander Graham — Czyż, Henryk      | ISBN 80-224-0671-6     |
| 3. Č — Eg      | 2003 | Čaadajev, Piotr Jakovlevič — Egyptský kríž | ISBN 80-224-0761-5     |
| 4. Eh — Gala   | 2005 | Eh — Galaxia                               | ISBN 80-224-0847-6     |
| 5. Galb — Hir  | 2008 | Galba Servius Sulpicius — Hirzutizmus      | ISBN 978-80-224-0982-7 |
| 6. His — Im    | 2010 | His — Imunotoxíny                          | ISBN 978-80-970350-0-6 |
| 7. In — Kalg   | 2013 | In — Kalgoorlie-Boulder                    | ISBN 978-80-970350-1-3 |
| 8. Kalh — Kokp | 2016 | Kalhana - kokpit                           | ISBN 978-80-970350-2-0 |

## Награды
- 1999 — Премия за научную и профессиональную литературу
- 2000 — Словарь года
- 2001 — Золотая медаль SLOVAK GOLD
- 2001 — Лучшие книги Словакии
- 2004 — Словарь года[3]

## В культуре
- 2008 — Документальный фильм «Encyclopaedia Beliana», Agas s.r.o., режиссёр Ивонне Ваврова (словац. Yvonne Vavrová)